# Afromelanichneumon russulus
Afromelanichneumon russulus là một loài tò vò trong họ Ichneumonidae.